# Tervolankirkko
Tervolankirkko är en klippa eller flyttblock i Finland.   Den ligger i den ekonomiska regionen  Nyslotts ekonomiska region  och landskapet Södra Savolax, i den sydöstra delen av landet, 270 km nordost om huvudstaden Helsingfors. Tervolankirkko ligger 121 meter över havet.
Terrängen runt Tervolankirkko är platt. Runt Tervolankirkko är det ganska glesbefolkat, med 32 invånare per kvadratkilometer. Närmaste större samhälle är Nyslott, 19,1 km öster om Tervolankirkko. I omgivningarna runt Tervolankirkko växer i huvudsak blandskog.